# Erich Limmert
Erich Limmert (* 27. Februar 1909 in Erlangen; † 23. März 1988 in Hannover) war ein deutscher Musikkritiker und Geiger, Dirigent und Komponist.

## Leben
Geboren zur Zeit des Deutschen Kaiserreichs in Erlangen, spielte Erich Limmert bereits als Schüler Geige und Viola d’amore in einem Ensemble für Alte Musik. Nach seinem Abitur noch zur Zeit der Weimarer Republik im Jahr 1928 vertiefte er seine musikalische Ausbildung in Nürnberg am dortigen Konservatorium und studierte dann Musikwissenschaft an der Universität Erlangen. In dieser Zeit begann er mit dem Aufbau eines aus Studenten zusammengesetzten Kammerorchesters, das er bis 1936 leitete. Ab 1933 schrieb er als freier Mitarbeiter Kritiken beim Fränkischen Kurier. Daneben wirkte er als Lehrer für Violine, als Komponist und als Mitglied im „Nürnberger Violen-Quintett“.
1937 ging Erich Limmert nach Hannover, wo er als Redakteur für Musik beim Hannoverschen Anzeiger arbeitete. 1942 wurde er als Soldat eingezogen und geriet in Kriegsgefangenschaft.
Nach dem Zweiten Weltkrieg dirigierte Limmert in seiner Heimatstadt das Erlanger Kammerorchester, bevor er 1948 wieder nach Hannover ging, wo er als Musikredakteur zunächst für die Hannoversche Presse arbeitete, ab 1957 dann für die Hannoversche Allgemeine Zeitung (HAZ) schrieb. Beiträge des Musikkritikers erschienen auch in Musikzeitschriften wie etwa Melos, opernwelt oder Musica.
Auch nach seinem Ruhestand im Jahr 1978 schrieb Erich Limmert als freier Mitarbeiter bis kurz vor seinem Tod im Jahr 1988 in Hannover regelmäßig für die HAZ.

## Werke (Auswahl)
- 1962: Russische Miniaturen. Nach alten ostslawischen Volksmelodien. Für Streichorchester (= Breitkopf und Härtels Partitur-Bibliothek, Nr. 3867) (= Collegium musicae novae, Folge 55), Wiesbaden: Breitkopf und Härtel, circa 1962

## Archivalien
An Archivalien zu Erich Limmert finden sich beispielsweise
- Brief von Erich Limmert an Unbekannt vom 5. Februar 1952 in der Sammlung Frank Wedekind der Stadtbibliothek Hannover[3]